# Angainor
Angainor o, in una scrittura più antica, Angaino è un oggetto di Arda, l'universo immaginario fantasy creato dallo scrittore inglese J.R.R. Tolkien. È la catena costruita dal Vala Aulë per imprigionare Melkor all'interno delle Aule di Mandos. È il capolavoro di Aulë nonché l'oggetto più resistente di Arda, e il suo nome significa "Colei che opprime".

## Struttura
Angainor fu fatta di un materiale creato per l'occasione da Aulë, che con la sua magia mischiò sei metalli, rame, argento, stagno, piombo, ferro e oro. Il risultato egli lo chiamò tilkal, usando la prima lettera di ognuno di quei metalli nella lingua degli Elfi: Tambë (il rame), Ilsa (il nome "magico" di telpë, l'argento), Latuken (lo stagno), Kanu (il piombo), Anga (il ferro), Laurë (altro nome di kulu, l'oro). Tale materiale risultava di colore tra il verde chiaro ed il rosso, a seconda della luce, e non poteva essere spezzato da nessuno, nemmeno da Aulë stesso, che era l'unico in grado di lavorarlo.
Quindi la catena Angainor fu forgiata usando tutti e sette i metalli, saldandoli tra loro tramite complicati incantesimi, fino a raggiungere una sostanza dura e liscia; oltre alla catena, Aulë fabbricò anche due manette, le Vorotemnar, cioè "che legano per sempre", e quattro ceppi, gli Ilterendi, "che non possono essere infranti".

## Utilizzo
Come già detto, la catena fu usata per incatenare Melkor le due volte che venne catturato dai Valar; la prima, durante le prime Ere di Arda, egli vi rimase legato per tre ere, dopo aver una prima volta combattuto, e perso, contro i Valar. La seconda, invece, fu alla fine della Prima Era, quando fu sconfitto definitivamente dai Potenti, e quando la sua Corona ferrea fu trasformata in un collare. In quest'occasione rimase ancora per poco prigioniero di Angainor (che Tolkien descrive così lunga che Melkor "si trovò avvolto trenta volte nelle [sue] smisurate lunghezze"), poiché fu esiliato da Eä, e gettato nel Vuoto fuori oltre Arda.